# 243 Dywizja Strzelecka (ZSRR)
243 Dywizja Strzelecka (ros. 243-я стрелковая дивизия) – związek taktyczny (dywizja) Armii Czerwonej.
Sformowana w 1941, w związku z niemiecką agresją na ZSRR. Broniła Smoleńska, Moskwy i Rżewa, wyzwalała Ukrainę i Bałkany. Następnie przerzucona na Daleki Wschód, brała udział w pokonaniu Japonii.